# 武蔵村山市立小中一貫校大南学園第四中学校
武蔵村山市立小中一貫校大南学園第四中学校（むさしむらやましりつ しょうちゅういっかんこう おおみなみがくえんだいよんちゅうがっこう）は、東京都武蔵村山市にある公立中学校。条例上の校名は、武蔵村山市立第四中学校。施設隣接型小中一貫校である。

## 概要
武蔵村山市立第七小学校と武蔵村山市立第四中学校を対象とした小中一貫校として、2015年（平成27年）4月にプレ開校し、翌2016年（平成28年）に本開校した。
なおこれに先立ち、2010年（平成22年）4月には、東京多摩地域では初となる施設完全一体型小中一貫校として、武蔵村山市立小中一貫校村山学園が開校しており、市立小中一貫校としては2校目となる。

## 沿革
- 2015年（平成27年）4月 - プレ開校。武蔵村山市立小中一貫校大南学園第四中学校として、武蔵村山市立小中一貫校大南学園第七小学校との小中一貫教育を開始[3]。
- 2016年4月 - 本開校。

## 教育目標
- 知を磨く生徒（自主・自立）
- 徳を積む生徒（共生・貢献）
- 体を鍛える生徒（健康・大志）

## 通学区域
- 武蔵村山市
  - 大南一丁目、同二丁目、同三丁目の一部（73番地から78番地まで、80番地及び81番地を除く。）
  - 学園三丁目の一部（72番地から102番地まで）、同四丁目の一部（11番地から49番地まで）及び同五丁目の一部（28番地から42番地まで）の区域[4]

## 周辺
- 都営村山団地
- 大南公園
- 武蔵村山大南郵便局
- 東京小児療育病院

## アクセス
鉄道
- 多摩モノレール桜街道駅から徒歩18分
- 西武拝島線玉川上水駅から徒歩20分

バス
- 武蔵村山市内循環バス「大南2丁目」停留所から徒歩2分